# Bordères-Louron
Bordères-Louron é uma comuna francesa na região administrativa de Occitânia, no departamento dos Altos Pirenéus. Estende-se por uma área de 17,41 km², Em 2010 a comuna tinha 147 habitantes (densidade: 8,4 hab./km²)..